# Mniobia ocypetes
Mniobia ocypetes is een raderdiertjessoort uit de familie Philodinidae. De wetenschappelijke naam van deze soort is voor het eerst geldig gepubliceerd in 1982 door Bērzinś.